# Zachobiella punctata
Zachobiella punctata is een insect uit de familie van de bruine gaasvliegen (Hemerobiidae), die tot de orde netvleugeligen (Neuroptera) behoort. 
Zachobiella punctata is voor het eerst wetenschappelijk beschreven door Banks in 1920.